# Annabella Miscuglio
Annabella Miscuglio (Lecce, 4 novembre 1939 – Roma, 23 febbraio 2003) è stata una scrittrice, regista, attivista e documentarista italiana.

## Biografia
Da sempre in prima linea sul fronte dell'impegno femminista, ha iniziato a lavorare nel cinema realizzando film di stampo documentaristico e d'inchiesta, in particolare sulla condizione delle donne nel mondo del lavoro e nella società, accompagnando questa attività alla produzione di cortometraggi sperimentali di ricerca visiva, film personali ed intimi in super8.   
Nel 1967 fu fondatrice con Americo Sbardella di Filmstudio, associazione culturale e primo film-club italiano con sede a Trastevere in Via degli Orti d'Alibert, che si occupava di proiettare pellicole d'avanguardia, operando come laboratorio e centro di ricerca su nuove proposte artistiche e sperimentali; tra i frequentatori si annoverano Gianni Amelio, Michelangelo Antonioni, Dario Argento, Pupi Avati, Marco Bellocchio, Bernardo e Giuseppe Bertolucci, Liliana Cavani, Marco Ferreri, Jean-Luc Godard, Gregory Markopoulos, Pier Paolo Pasolini, Roberto Rossellini, Jean Marie Straub e Daniele Huillet, Paolo e Vittorio Taviani, Luchino Visconti. Nel 2015 Toni D'Angelo ripercorre la storia del cine-club con il documentario Filmstudio Mon Amour, mediante interviste ad attori e registi che hanno vissuto Filmstudio e documenti d'archivio.   
Nel 1971 realizza con il Collettivo femminista di cinema il documentario L'aggettivo donna, pensato dapprima come diploma al Centro Sperimentale di Cinematografia di Rony Daopoulos (quasi sempre accreditata come Rony Daopoulo), è considerato il primo film femminista italiano trattando la questione della condizione femminile nel lavoro e nella famiglia, e dei temi della sessualità, dell’aborto e dell'educazione scolastica. Nel 1973, ancora grazie alla produzione del Collettivo, realizza il documentario La lotta non è finita, film nel quale mostra, alternate, le immagini delle manifestazioni dell'8 marzo degli anni 1972-1973 con il proposito di dare testimonianza dei momenti di lotta e scontro, di creatività e presa di coscienza politica, come rappresentato dalle scene di riflessione e dibattito, del movimento femminista. Nel 1976 organizzò a Roma, con Rony Daopoulos, la rassegna Kinomata: donna con la macchina da presa con l'intento di dedicare un'intera manifestazione al contributo delle donne nel cinema; oltre alle proiezioni dei film vennero organizzati numerosi dibattiti con registe, critiche e studiose di cinema permettendo così, per la prima volta in Italia, l'incontro tra femminismo e teoria del cinema.  
Con Rony Daopoulos, Maria Grazia Belmonti, Paola De Martiis, Anna Carini e Loredana Dordi Rotondo, tutte attive nel Collettivo Femminista Cinema di Roma, filmò nel 1978 il Processo per gli stupri di Nettuno presso il tribunale di Latina poi trasmesso dalla RAI. Processo per stupro, mandato in onda per la prima volta alle 22:00 il 26 aprile 1979, fu seguito da circa tre milioni di telespettatori; a seguito di richieste di replica, fu trasmesso nuovamente, stavolta, in prima serata nell'ottobre dello stesso anno e fu seguito da nove milioni di telespettatori. L'idea di filmare un processo per stupro, direttamente nelle aule di un tribunale, nacque durante il Convegno Internazionale sulla Violenza contro le donne, tenutosi nell’aprile del 1978 alla Casa delle Donne in via del Governo Vecchio a Roma, dopo che il tentativo di filmare gli interventi del convegno appariva troppo ridondante e difficile da trasmettere in televisione. L'obiettivo del documentario era rovesciare la narrazione, emersa anche dal processo, in cui la donna vittima dell'abuso, incalzata dalle domande inquisitorie dei tre avvocati degli accusati, sia da ritenersi responsabile e carnefice della violenza subita, a causa dei suoi presunti comportamenti libertini. La realizzazione dell'opera avvenne anche grazie all'aiuto di Tina Lagostena Bassi, avvocata della vittima, Fiorella, e già avvocata di Donatella Colasanti, l'unica superstite del Massacro del Circeo del 1975.
Nel 1981, ancora insieme alle cinque registe di Processo per stupro, diresse il film A.A.A. Offresi, un reportage televisivo sulla vita di una prostituta francese, Veronique La Croix di 27 anni, realizzato con una videocamera nascosta (di comune accordo con la donna) che documentava i reali incontri con i clienti nella sua stanza di Roma, quartiere Esquilino. Il documentario era in programma su Rai 2 per la sera dell'11 marzo 1981, quando invece venne letto un comunicato, dall'annunciatrice Marina Morgan, nel quale si informavano i telespettatori che al posto di A.A.A. Offresi sarebbe stato trasmesso il film Grisbì, con Jean Gabin; la variazione di programma avvenne sotto indicazione dell'allora presidente della Commissione parlamentare sulla vigilanza Rai, il democristiano Mauro Bubbico. Il film non venne mai trasmesso dalla Rai, la quale venne accusata di censura mentre per Bubbico vennero richieste le dimissioni. Le registe e cinque dirigenti RAI finirono in tribunale, accusati di favoreggiamento della prostituzione e violazione della privacy; il processo si concluse con un'assoluzione per tutti gli imputati.
Numerose le sue collaborazioni con la Rai (Nel regno degli animali, Mi manda Raitre, Chi l'ha visto). Ha anche realizzato diversi programmi radiofonici; come scrittrice ha pubblicato fra gli altri, Pier Paolo Pasolini (1979), Kinomata. La donna nel cinema (1980), Un processo per stupro. Dal programma della Rete Due della Televisione italiana (1980), Veronique. La vera storia di A.A.A. Offresi, (1981), L’immagine riflessa. La produzione delle donne tra cinema e televisione (1982). 

## Omaggi
Alla vita di Annabella Miscuglio e al suo rapporto con il figlio Pierluigi Alto è ispirato il film L'età d'oro di Emanuela Piovano (2016).

## Filmografia

### Regista
- L'aggettivo donna (1971)
- La lotta non è finita (1973)
- Ciak, le donne si raccontano (1976)
- Puzzle Therapy (1976)
- Fughe Lineari in progressione psichica (1976)
- Maitreya (1976)
- Rony (1976)
- Paola (1976)
- Anna’s Textures (1976)
- Grazia a Grazia (1976)
- Canti Illuminati (1976)
- Frammenti di vita di eroina (1977)
- Il Rischio di Vivere (1977)
- Processo per stupro[23] (1979)
- Morso d'amore, viaggio attraverso il tarantismo pugliese (1980)
- I fantasmi del fallo (1980)
- Maschio si nasce... non si diventa (1980)
- Coena cypriani (1981)
- A.A.A. Offresi (1981)
- Graffi sulla città (1982)
- Addio al passato (1982)
- La memoria (1982)
- Percorsi metropolitani (1983)
- Stone di ieri, vita di oggi (1983)
- Passione e lacrime (1984)
- Psicofarmaci si no (1985)
- Droga da weekend (1985)
- Frammenti di fabbrica (1986)
- Effetto Puglia (1987)
- Il Lazio e la memoria (1990)
- Il Divino, lo strillone e altri (1992)
- La cospirazione (1992)

### Sceneggiatrice
- Vigilando reprimere, regia di Alberto Grifi (1972)

## Opere
- Kinomata. La donna nel cinema, Dedalo libri, Bari, 1980
- Un processo per stupro. Dal programma della Rete Due della Televisione italiana, Einaudi, Torino, 1980
- Veronique. La vera storia di A.A.A. Offresi, Sperling & Kupfer, Milano, 1981
- L’immagine riflessa. La produzione delle donne tra cinema e televisione, Litostampa Idonea, Catania, 1982
- Obiettivo sul lavoro. Rassegna di documenti audiovisivi, Archivio audiovisivo del movimento operaio e democratico, Roma,1986
- Osso sottosso sopraosso: storie di santi e di coltelli la danza scherma a Torrepaduli, Kurumuny, Calimera, 2004

## Riconoscimenti
- 1979. Premio Italia, sezione "Documentari TV" al 31esimo Prix Italia con Processo per stupro[24][25]